# ارتم اخریف
ارتم اخریف (اوکراینی: Ахрамеев Артём Евгеньевич؛ زادهٔ ۵ آوریل ۱۹۸۲) بازیکن فوتبال اهل اوکراین است.